# Dave (album, 1993)
Pour les articles homonymes, voir Dave.
Albums de Dave
Voyager
(1985) Toujours le même bleu
(1996)
Dave est le dixième album studio de Dave, sorti en 1993 chez AB Disques.

## Titres
1. Casablanca (3 min 28 s)
2. Barbara (25 ans après) (3 min 35 s)
3. Tout le blues du monde (5 min 03 s)
4. Pas d'autre femme (Diary) (2 min 56 s)
5. Drôle de guerre (3 min 41 s)
6. Instants de toi (3 min 52 s)
7. Affaire étrangère (3 min 10 s)
8. Elle est comme L.A. (3 min 50 s)
9. Dernier regard (3 min 47 s)
10. Dis-moi tout (3 min 17 s)
11. Jamais la même (Memina veneno) (3 min 54 s)
12. Heures d'insouciance (Love letters in the sand) (3 min 37 s)

Les paroles sont de P. Loiseau et T. Geoffroy, la musique de C. Loigerot

Sauf « Pas d'autre femme », D. Gates, adaptation de P. Loiseau

« Instants de toi » d'après la Pavane opus 50 de Gabriel Fauré, adaptation de P. Loiseau

« Elle est comme elle est » : P. Loiseau - J. Taïeb

« Jamais la même » : Ritchie B. Vilhena, adaptation de P. Loiseau

« Heures d'insouciance » : C. Kenny - M. Kenny - J. Cooks, adaptation de P. Loiseau